# 米尔山站
米尔山站（德語：Bahnhof Mühlberg）是法兰克福城市快铁的一个车站，位于法兰克福市美茵河南岸的萨克森豪森区内。

## 地铁线路
米尔山站共有四条城市快铁线路，包括：S1、S2、S8和S9。